# 防御素

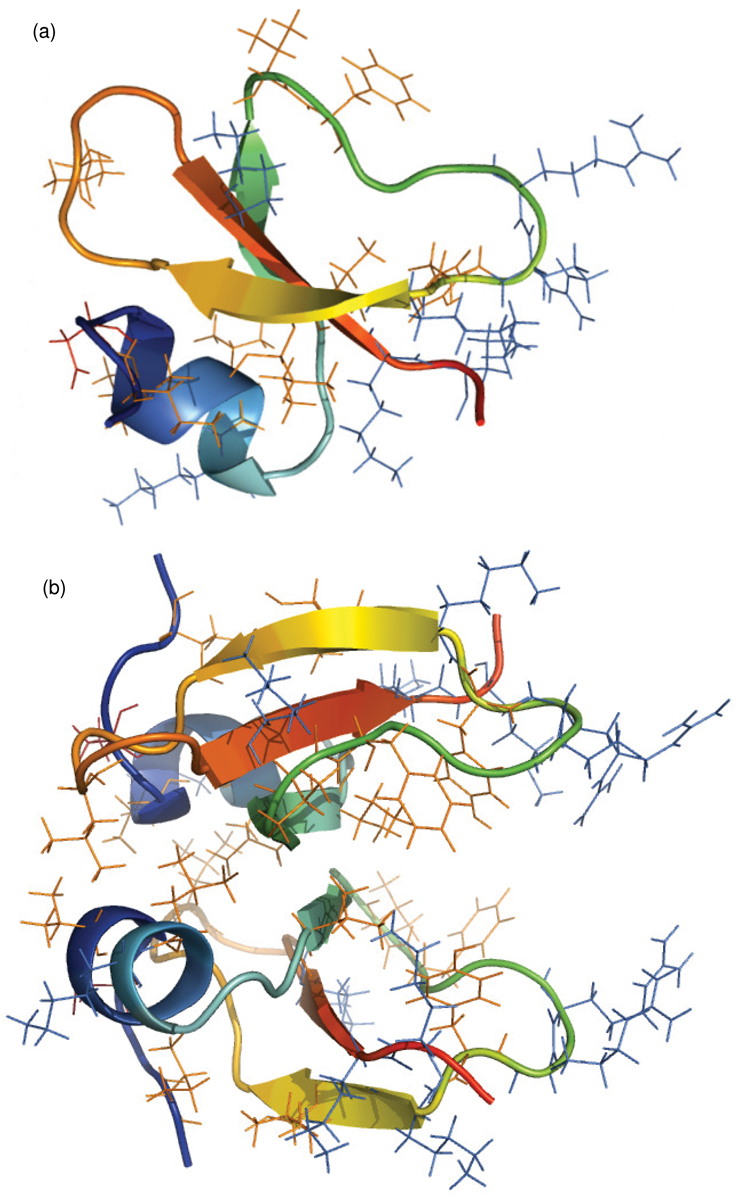
Monomeric and dimeric structures of human beta-defensin HBD-2

防御素（defensins）又称防御肽，是分子很小（15-20残基）、富含半胱氨酸的阳离子蛋白质，属于抗微生物肽的一类。存在于脊椎动物和无脊椎动物。防御素有很强的抗细菌，真菌和具外套膜病毒作用。它们一般由15-20个氨基酸残基组成，包括6至8个保守的半胱氨酸残基。免疫系统的细胞含有这些肽协助杀死被吞噬的细菌，防御素存于嗜中性粒细胞和几乎所有的上皮细胞。大部分防御素的功能是一电子吸引力穿透微生物细胞膜，一旦嵌入，造成有胞膜不完整而至胞浆外溢。

## 类别
- α-防御素，主要由中性粒细胞，巨噬细胞和肠道的潘氏细胞表达。

- 防御素-α1
- 防御素-α1α3
- 防御素-α3
- 防御素-α4
- 防御素-α5
- 防御素-α6;

- β-防御素：分布最广泛.是由多种白细胞和上皮细胞分泌的.举例来说，他们可以发现在舌，皮肤，角膜，唾液腺，肾脏，食道和呼吸道.

- 防御素-β1
- 防御素-β4
- 防御素-β103A
- 防御素-β103B
- 防御素-β107A
- 防御素-β107B
- 防御素-β110
- 防御素-β133

- θ-防御素：少见。目前为止，只在恒河猴的白细胞发现有θ-防御素。

- 防御素-θ1

## 功能
直接杀死病原体
趋化吸引iDC，诱导其成熟，参与抗原呈递的过程
对细胞因子起调节作用